# Hans Moral
Hans Moral (* 8. September 1885 in Berlin; † 6. August 1933 in Rostock) war ein deutscher Zahnmediziner und Wegbereiter der Lokalanästhesie in der Zahnheilkunde.

## Leben

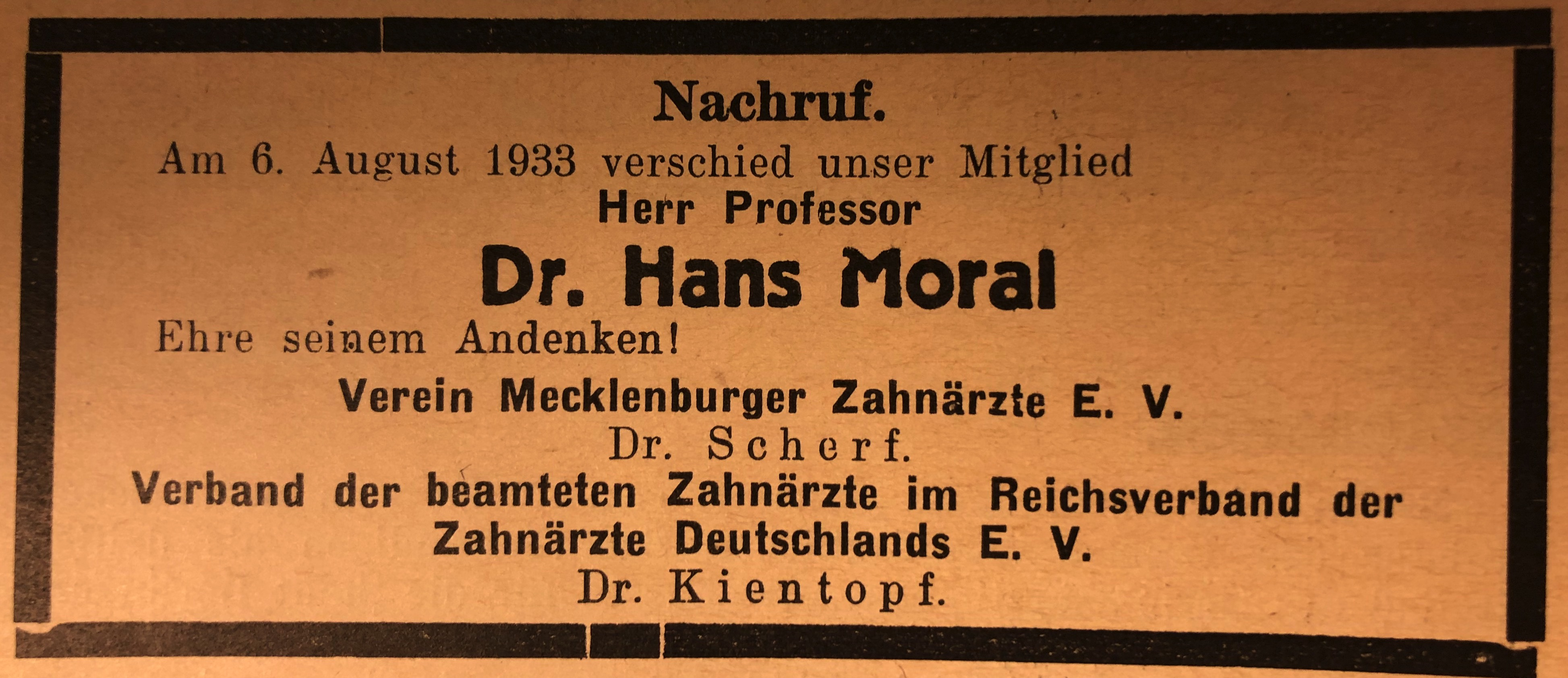
Hans Moral Nachruf; Zahnärztliche Mitteilungen 24. Jg., Nr. 33, 13. August 1933, S. 911. Erstaunlich ist die Unterzeichnung durch den fanatischen Nationalsozialisten Jean Kientopf.

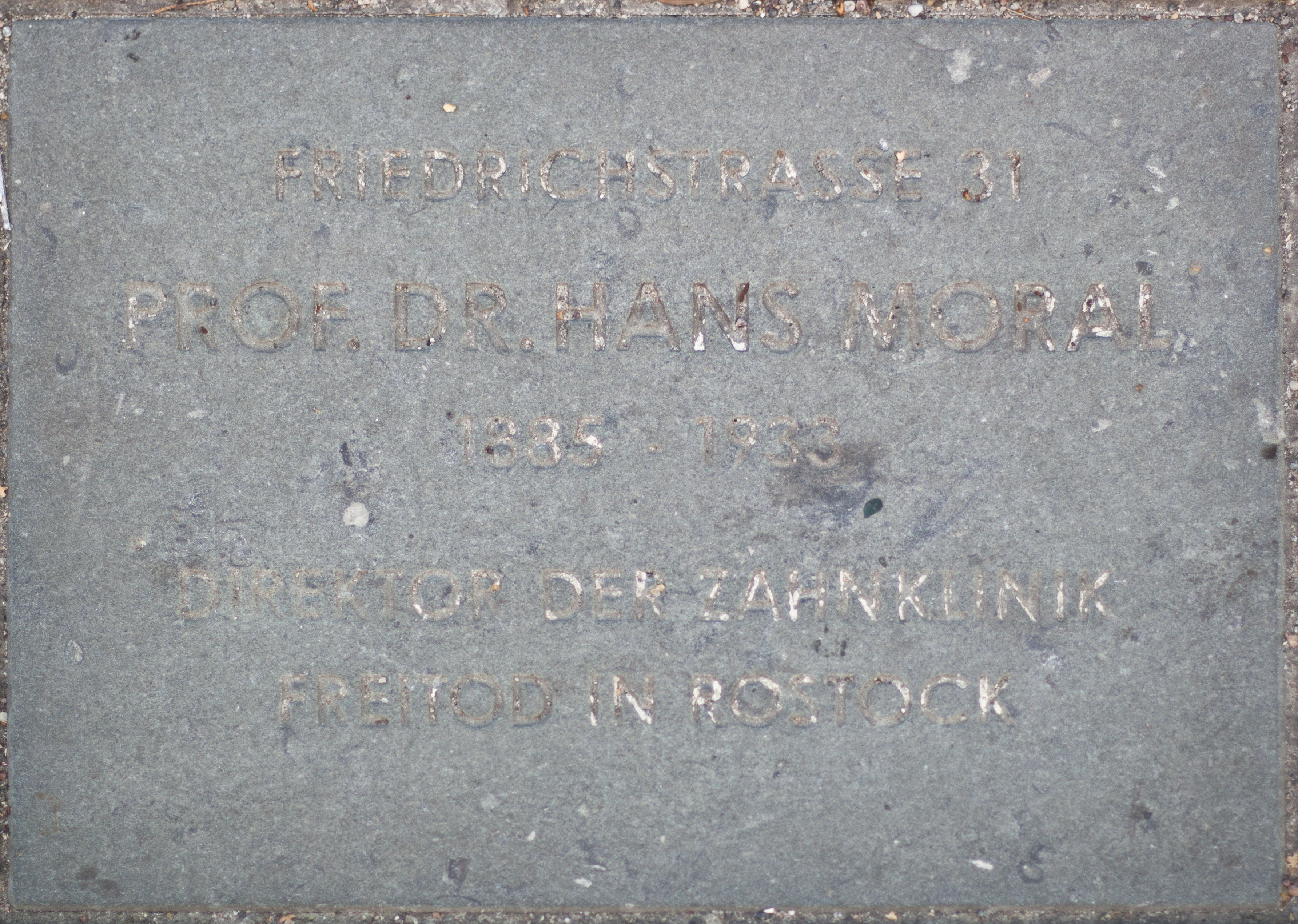
Stolperstein für Hans Moral

Der Sohn der Berliner Kaufleute Martin und Lina Moral legte nach einem Studium der Zahnmedizin in München und Berlin 1908 das Staatsexamen ab. Er schloss ein Medizinstudium an der Universität Greifswald an und promovierte 1912 zum Dr. med. und Dr. phil. Nach einer Assistentenzeit an der Universität Marburg setzte er seine Tätigkeit 1913 als Assistenzarzt an der Universität Rostock fort, reichte bereits ein Jahr später seine Habilitationsschrift ein und wurde 1914 als Privatdozent Direktor des Zahnärztlichen Instituts. Den Professorentitel erhielt er 1917, 1920 eine außerordentliche und 1923 eine ordentliche Professur, trotz eines angeschlagenen Gesundheitszustands auf Grund eines Herzleidens und depressiven Episoden. Er wurde der Direktor der Universitäts- und Poliklinik für Mund- und Zahnkrankheiten, die unter seiner Leitung zu einer der renommiertesten Einrichtungen der Zahnmedizin in Deutschland aufstieg. 1929 wurde er zum Dekan der Rostocker medizinischen Fakultät gewählt.
Hans Moral hielt in ganz Europa Gastvorträge. Er gilt gemeinsam mit Guido Fischer als Wegbereiter der Lokalanästhesie in der Zahnheilkunde. Beide beschäftigten sich neben der klinischen Anwendung mit den anatomischen und physiologischen Grundlagen dieses neuen Verfahrens. Bis zum Beginn des 21. Jahrhunderts wurden die diesbezüglichen Verdienste aber ausschließlich Guido Fischer zugesprochen. So fand Hans Moral durch Walter Hoffmann-Axthelm (1908–2001) weder eine Erwähnung in seinem Standardwerk Die Geschichte der Zahnheilkunde (1973) noch im weit verbreiteten Lexikon der Zahnmedizin (1974) oder in Wolfgang Strübigs Geschichte der Zahnheilkunde (1989). Wie die vieler jüdischer Opfer des Nationalsozialismus wurden Hans Morals Verdienste in Deutschland also auch noch lange nach 1945 ignoriert.

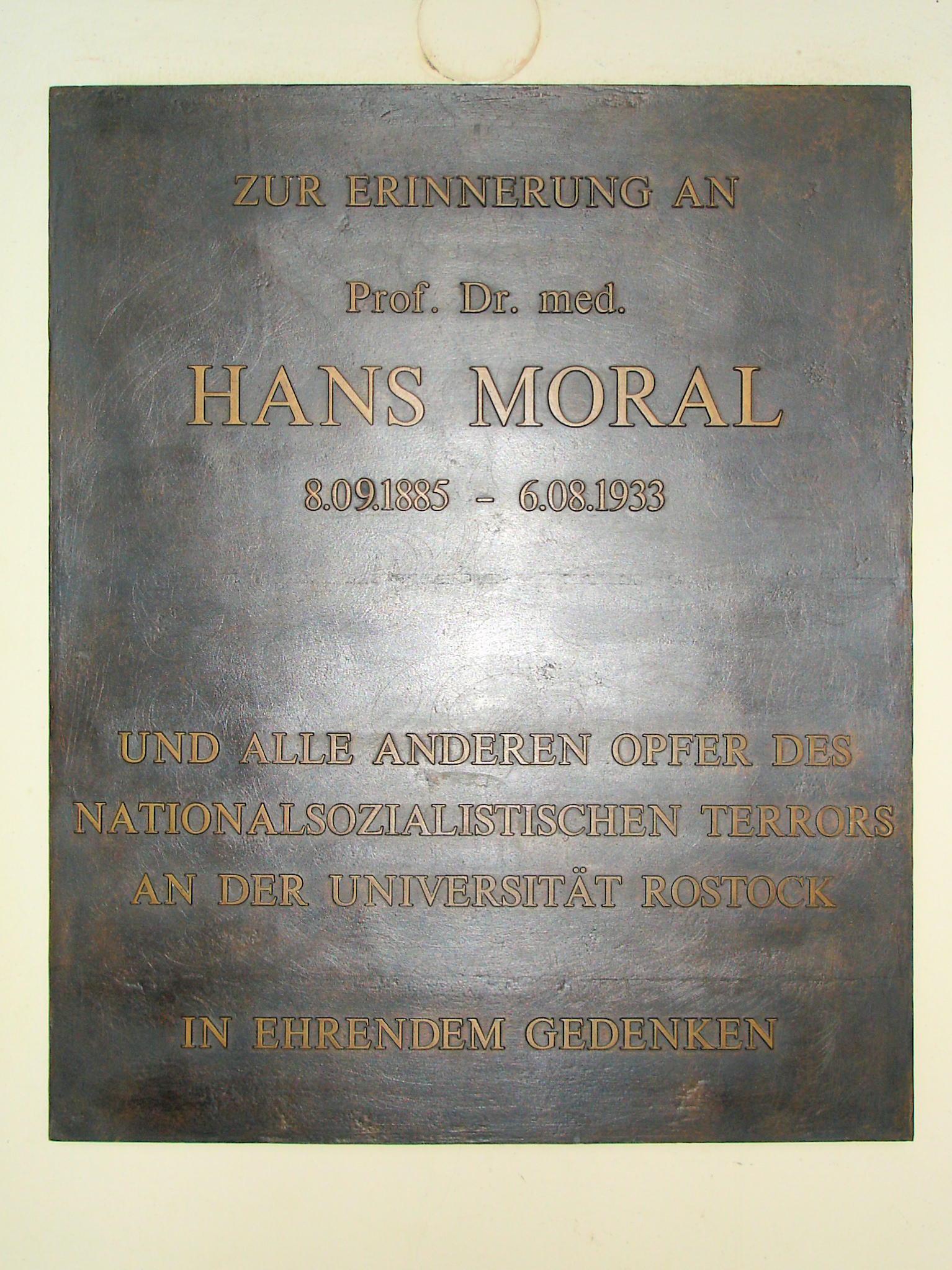
Gedenktafel für Hans Moral im Foyer des Hauptgebäudes der Universität Rostock

Durch das Gesetz zur Wiederherstellung des Berufsbeamtentums wurde Moral im April 1933 als „Jude“ beurlaubt und zur Entlassung vorgesehen. Es folgt Mitte Juli 1933 eine Vernehmung vom Gesandten des Landes Mecklenburg-Schwerin, Friedrich Tischbein, in dessen Folge Moral die Hoffnung auf eine Wiedereinsetzung in seine Amt erhielt. Er hoffte auf die im Gesetz festgelegte Ausnahme für hervorragend bewährte Beamte. Die medizinische Fakultät der Universität verfasste keinerlei Stellungnahme oder Gutachten und blieb untätig. Das Untersuchungsverfahren wurde erst nach Morals Tod abgeschlossen und stellt u. a. fest, dass die erhobenen Vorwürfe in keinem Fall belegt werden konnte.
Er wurde zwar an die Universität Belgrad berufen, unternahm in der Nacht vom 4. auf dem 5. August 1933 einen Suizidversuch mit dem Barbiturat Veronal. An den Folgen starb er am Tag darauf. Moral war unverheiratet.

## Schriften (Auszug)
Moral veröffentlichte rund 90 Arbeiten.
- Einführung in die Klinik der Zahn- und Mundkrankheiten
- Atlas der Mundkrankheiten mit Einschluss der Erkrankungen der äußeren Mundumgebung

## Ehrungen und Erinnerung
- Für seine Leistungen wurde Moral 1924 mit der Ehrendoktorwürde der Universität Rostock ausgezeichnet.
- 1991 wurde Hans Moral mit der Anbringung einer Ehrentafel im Foyer des Hauptgebäudes der Universität geehrt.[7]
- 1999 Ehrenkolloquium durch die Medizinische Fakultät der Universität Rostock aus Anlass des 75. Jahrestages der Verleihung der Ehrendoktorwürde an Moral
- Seit dem 22. Oktober 2003 tragen die Klinik und Polikliniken für Zahn-, Mund- und Kieferheilkunde den Namen Hans-Moral-Klinik.[8]
- Im Rostocker Ortsteil Brinckmansdorf wurde eine Straße nach Hans Moral benannt.